# Prosopocera balteata
Prosopocera balteata là một loài bọ cánh cứng trong họ Cerambycidae.